# Lisbet Hindsgaul

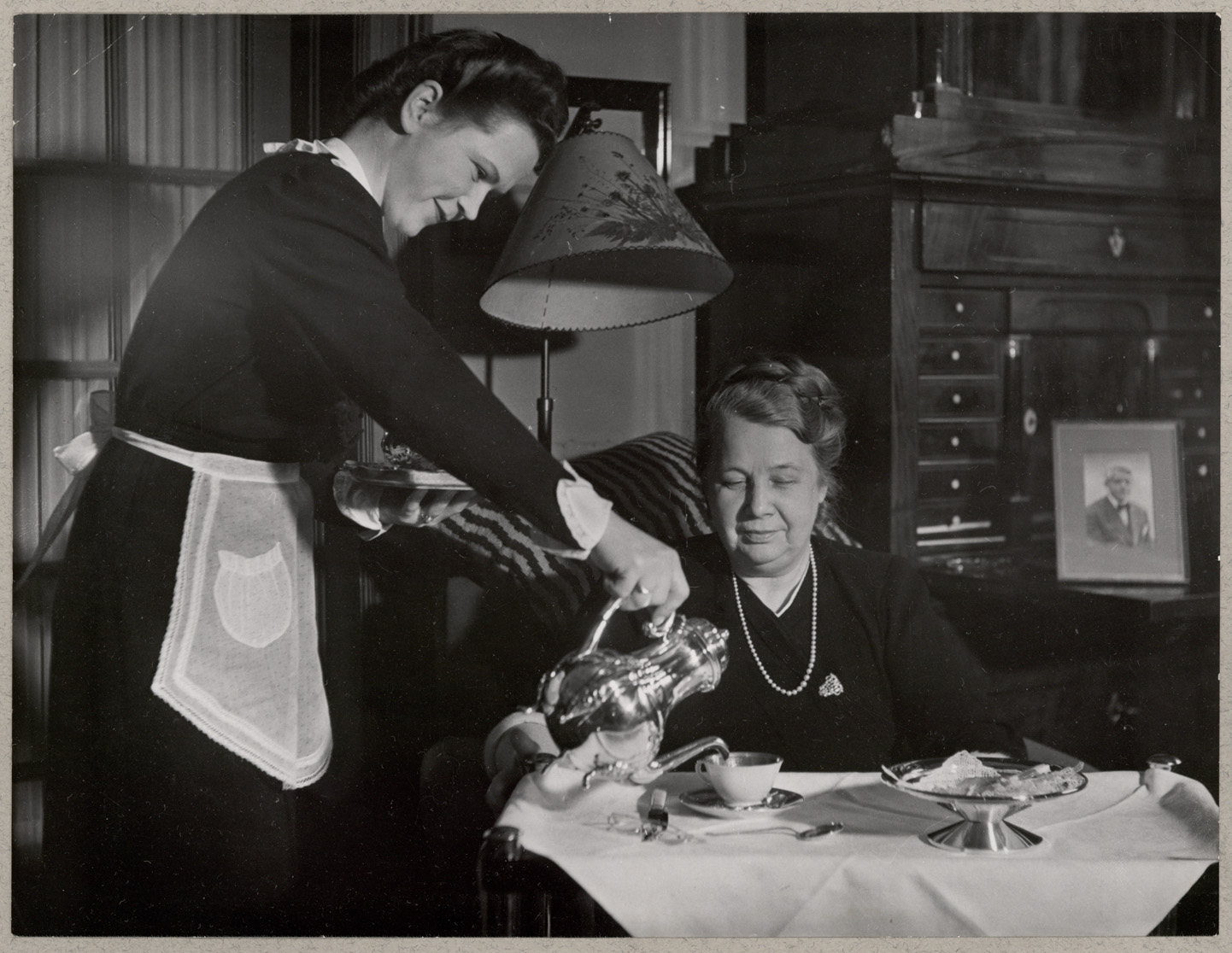
Lisbet Hindsgaul

Lisbet Hindsgaul, nascida Jonsen (1890–1969), foi uma política dinamarquesa, activista dos direitos das mulheres e auditora parlamentar. Membro do Partido Popular Conservador, ela foi particularmente bem-sucedida na constituição do comité de mulheres do partido, DKFK, entre 1943 e 1961. A partir de 1935 foi membro do Landsting até que foi abolido em 1953, mas não foi eleita para o Folketing. Ela foi particularmente activa na Gronelândia, presidindo à Associação de Assistência às Crianças da Gronelândia (Foreningen til Hjælp for Grønlandske Børn).